# ザ・スコータイ・バンコク
ザ・スコータイ・バンコク(The Sukhothai Bangkok)は、タイの首都であるバンコク・サートーン区にある最高級ホテル。ザ・リーディングホテルズ・オブ・ザ・ワールドに一時期加盟していた。

## 特徴
タイ最初の独立王朝であるスコータイ王朝のイメージを再現したホテル。ロビーにはスコータイ様式の仏像や美術品が飾られ、静寂さが漂っている。
客室内はアンティーク家具が配され、落ち着いた空間を生み出している。
1991年11月15日開業、220室。

## 設備
- セラドン(Celadon)　タイ料理
- ラ スカラ(La Scala)　イタリア料理
- コロンネード(Colonnade)　24時間営業レストラン
- スコータイスパ(The Sukhothai Spa)　スパ
- プール　屋外に1か所

など